# زوران سافيتش (لاعب كرة قدم)
زوران سافيتش (بالإنجليزية: Zoran Savic)‏ هو لاعب كرة قدم أمريكي في مركز الهجوم، ولد في 13 أغسطس 1959 في غورنيي ميلانوفاتس في صربيا. لعب مع تامبا باي راوديز ولوس أنجلوس لايزرز وميلواكي وايف.